# 尾崎中和
尾崎 中和（おざき なかかず、1919年8月9日 - 1943年12月27日）は、日本陸軍の軍人。戦死後、二階級特進し陸軍中佐。

## 来歴・人物
水戸藩家老に連なる海軍中佐・尾崎貴信の二男として長崎県佐世保市で生まれる。出身地は東京市四谷区若葉町。東京府立一中、東京陸軍幼年学校、陸軍士官学校予科を経て、1940年6月、陸軍航空士官学校（53期）を卒業。航空兵少尉任官。明野陸軍飛行学校学生。
1940年10月、飛行第33戦隊付になり、1941年3月、太刀洗飛行学校教官、8月に中尉任官。1942年10月から1943年4月にかけて明野飛行（甲）学生、同じく同年4月から飛行第25戦隊第二中隊長に着任。同年12月に大尉。
射撃の名手で知られ、中南支の航空戦で19機を撃墜、うち6機は難攻不落とされたB-24であった。また、12~14機のB-24撃墜に名を連ね、「B-24撃墜王」の異名を持っていた。飛行第25戦隊は総体として非常に高い戦績を誇り、初代戦隊長の坂川敏雄少佐の15機撃墜をはじめ、金井守吉中尉・細野勇大尉の各26機、尾崎の19機、清野英治准尉・大竹四郎曹長の各15機撃墜などの数字が残っている。
1943年12月27日、遂川進攻に参加し、遂川飛行場強襲の際に上空にて僚機を救うためP-40に体当たりして戦死。1944年2月8日、個人感状授与。東條英機が焼香に訪れた。

## 親族
- 兄：尾崎貴和（陸軍中佐、戦死）